# Relações entre Iraque e Sérvia
As relações entre Iraque e Sérvia são relações internacionais estabelecidas entre o Iraque e a Sérvia.
O Ministro das Relações Exteriores da Sérvia Vuk Jeremić, disse depois de uma reunião em 2010 com o premiê iraquiano, Nouri al-Maliki, que a Sérvia e o Iraque compartilham uma posição comum sobre direito internacional e questões de integridade territorial e soberania.
Um rumor foi especulado pela mídia em 1999, durante o bombardeio da OTAN a Iugoslávia, quando a Sérvia de Slobodan Milošević e o Iraque de Saddam Hussein supostamente negociaram uma aliança militar discreta que poderia melhorar a sua capacidade de desafiar o Ocidente e resistir a ataques de bombardeio dos Aliados, junto com apoio de baixo perfil da Rússia, de acordo com relatos de Londres.
O Estado da Iugoslávia estabeleceu uma grande presença de engenharia e tecnologia no Iraque de Saddam Hussein, quando este assumiu o cargo do seu país. Após a invasão do Iraque em 2003, os analistas militares ocidentais fazem referência aos mapas e conselhos dos antigos engenheiros da agora extinta empresa sérvia Aeroinzenjering, que havia construído bunkers subterrâneos de Saddam Hussein, juntamente com muitos aeroportos no Iraque na década de 1980.  Mais tarde, na década de 1990, quando a República Federal da Iugoslávia foi isolada por sanções ocidentais, Belgrado com base na Yugoimport projetou e construiu a sede do Partido Baath em Bagdá juntamente com mais cinco bunkers subterrâneos para Saddam Hussein; as plantas da Yugoimport dos abrigos em que Hussein e partidários se escondiam durante os ataques dos Estados Unidos mereceram bastante importância uma vez que foram entregues para os Estados Unidos quando a invasão começou.

## Ligações Externas
- Serbian Ministry of Foreign Affairs about relations with Iraq
- Embassy of Serbia in Iraq
- Embassy of Iraq in Serbia